# 锡纳伦加
锡纳伦加（義大利語：Sinalunga）是意大利中部托斯卡纳大区锡耶纳省的一个市镇。面积78平方公里，人口11782人。市镇里有城堡和若干教堂。

## 友好城市
- 法國阿伊香槟
- 英国多爾金

## 图片

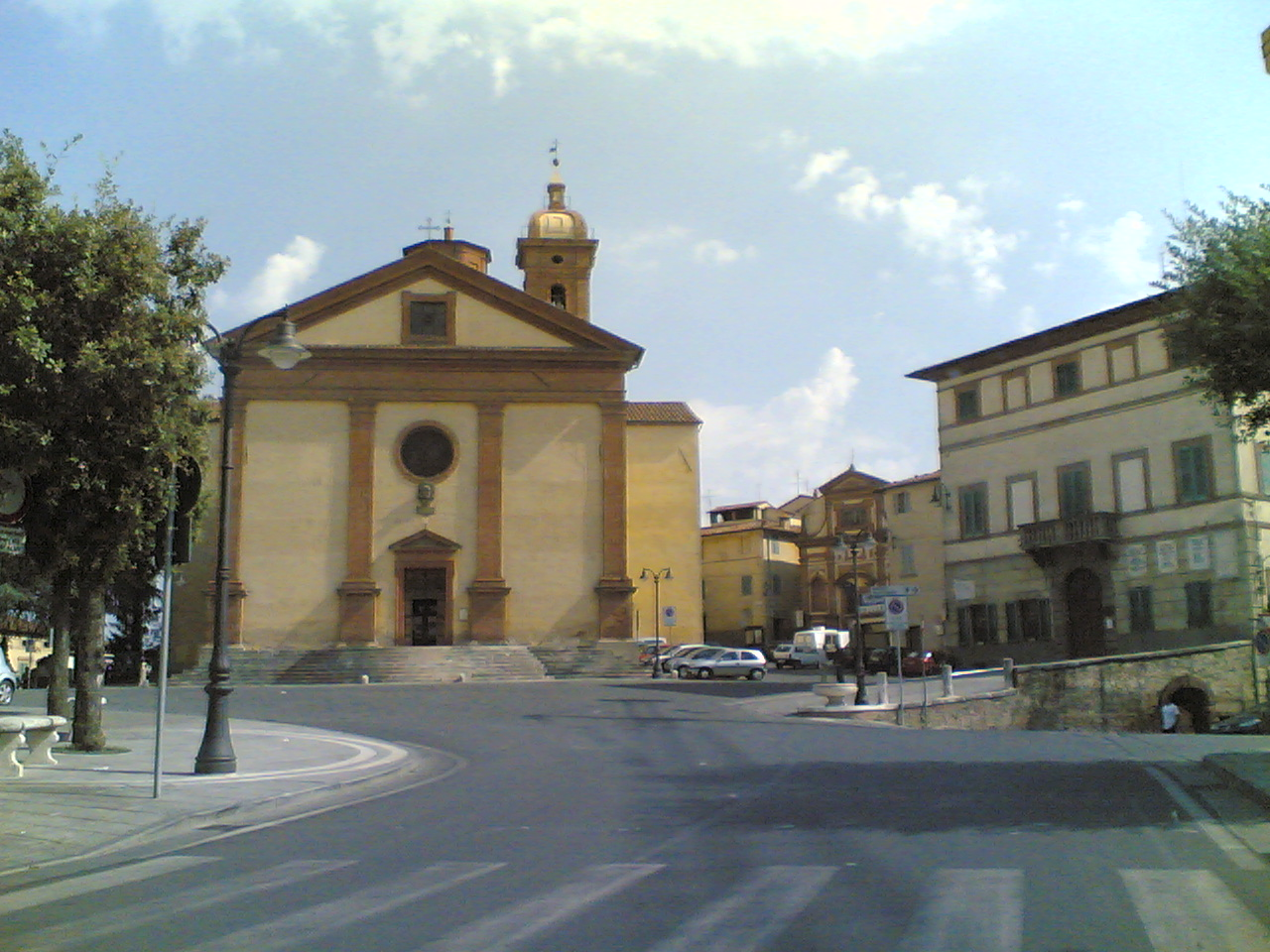
Collegiata church
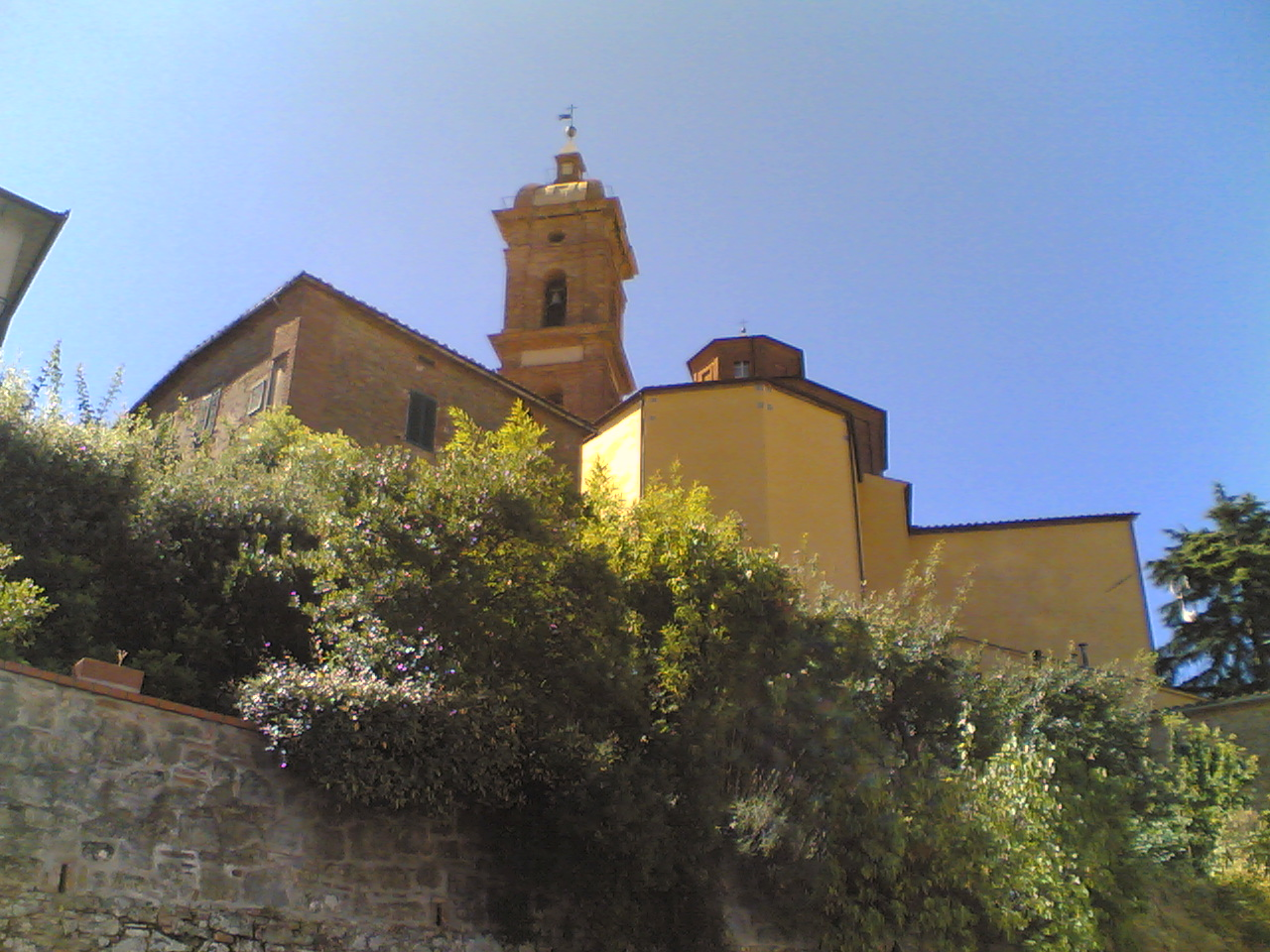
Collegiata di San Martino church
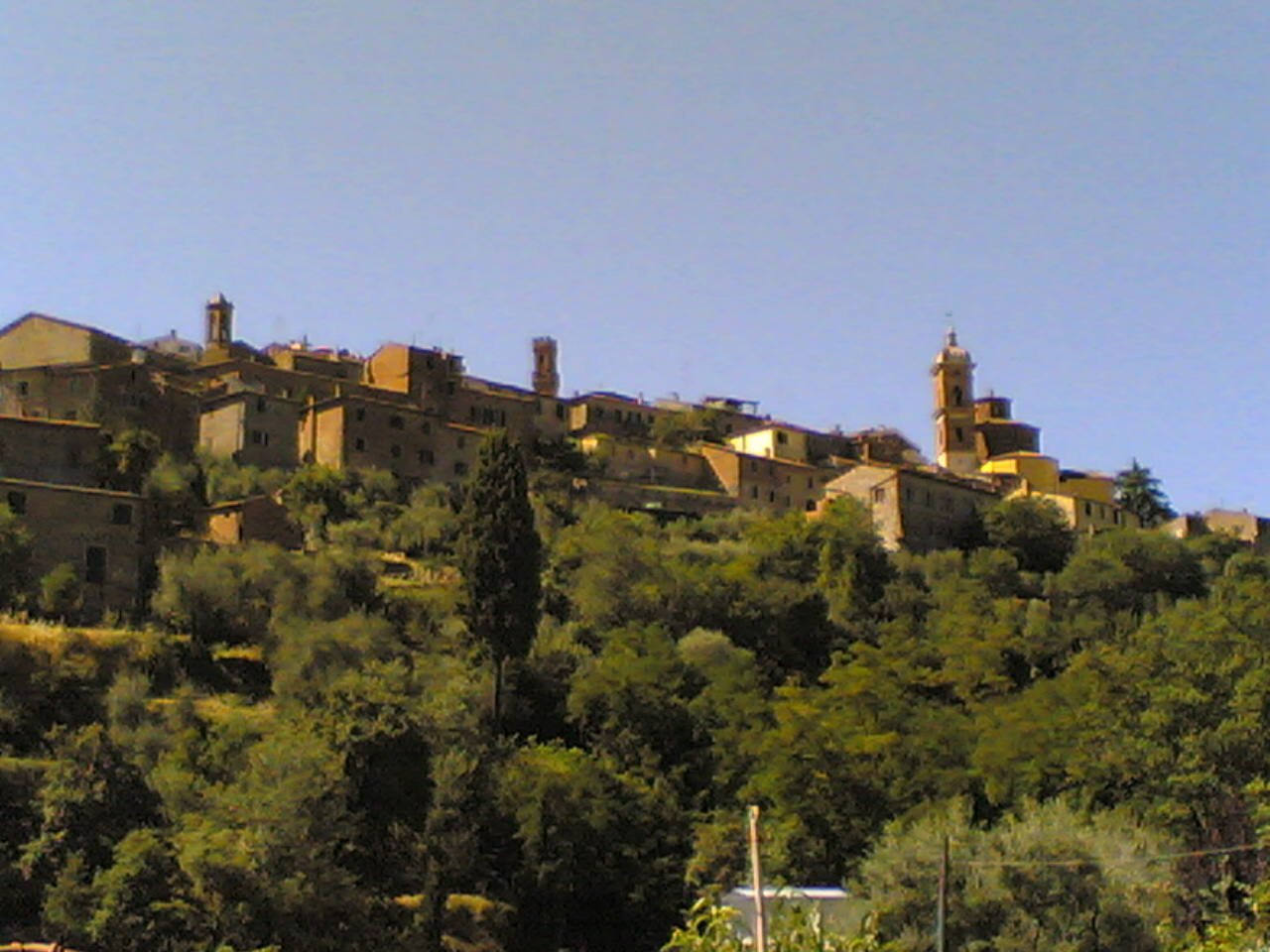
锡纳伦加的中心
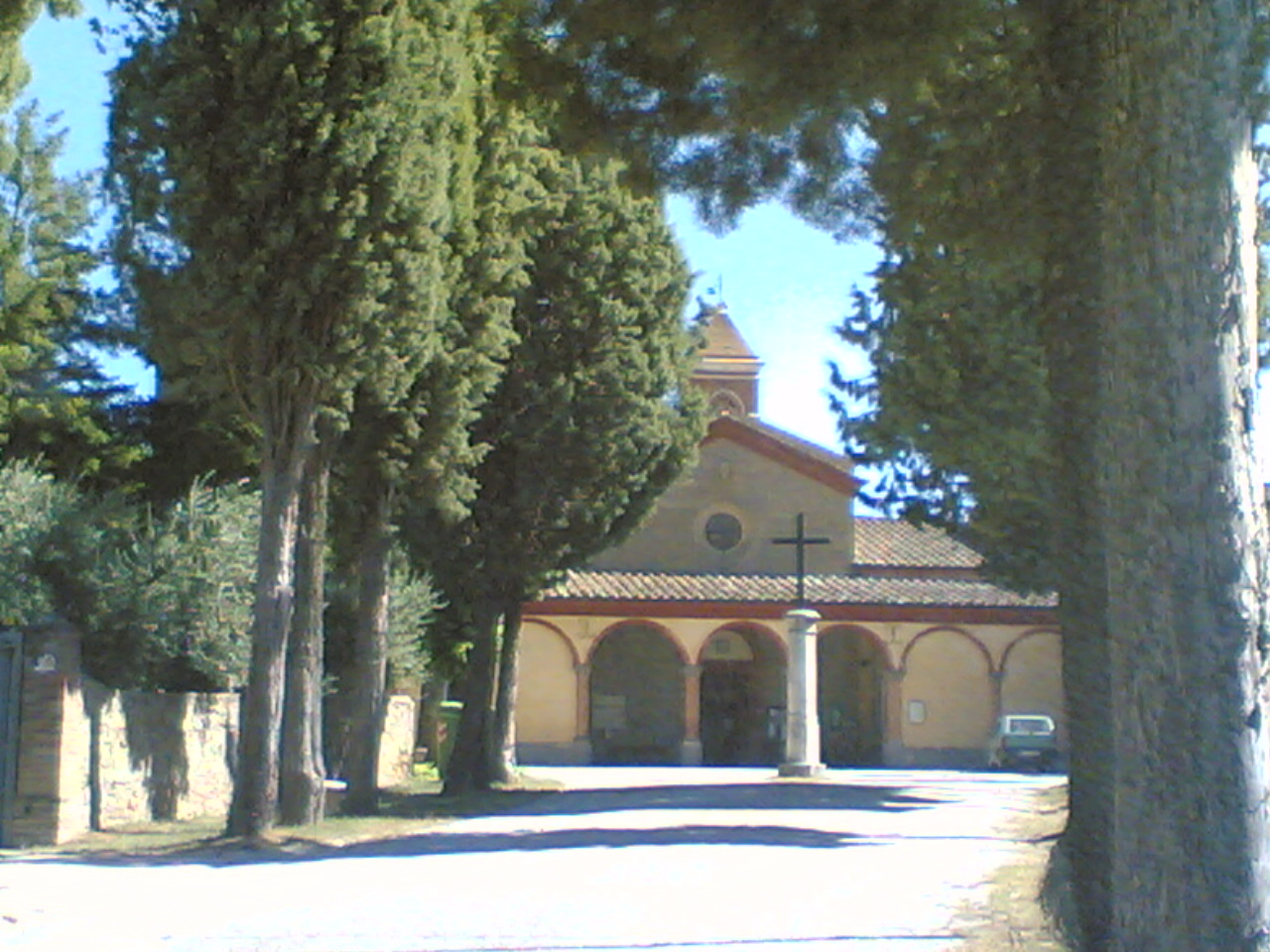
Convento di San Bernardino friary